# Doctors
Doctors (kor.: 닥터스, MOCT: Dakteoseu) – południowokoreański serial telewizyjny, w którym główne role odgrywają Kim Rae-won, Park Shin-hye, Yoon Kyun-sang oraz Lee Sung-kyung. Serial emitowany był na kanale SBS od 20 czerwca do 23 sierpnia 2016 roku w każdy poniedziałek i wtorek o 22:00.

## Obsada

### Główna
- Kim Rae-won jako Hong Ji-hong
- Park Shin-hye jako Yoo Hye-jung
- Yoon Kyun-sang jako Jung Yoon-do
- Lee Sung-kyung jako Jin Seo-woo

### Postacie drugoplanowe
- Lee Ho-jae jako Hong Doo-sik
- Yoo Da-in jako Jo In-joo
- Kim Young-ae jako Kang Mal-soon
- Jung Hae-gyun jako Yoo Min-ho
- Park Ji-a jako Lee Ga-jin
- Han Bo-bae jako Yoo Yoo-na
- Ji Soo jako Kim Soo-cheol
- Moon Ji-in jako Cheon Soon-hee
- Jeon Gook-hwan jako Jin Sung-jong
- Um Hyo-sup jako Jin Myung-hoon
- Yoon Hae-young jako Yoon Ji-young
- Kim Min-seok jako Choi Kang-soo